# خیرالدین کارااوغوز
خیرالدین کارااوغوز (انگلیسی: Hayrettin Karaoğuz؛ زادهٔ ۱ ژانویهٔ ۱۹۸۴) بازیگر، بازیگر سینما، و بازیگر تلویزیون اهل ترکیه است. وی از سال ۲۰۰۹ میلادی تاکنون مشغول فعالیت بوده‌است.